# 2010 au Burkina Faso
Cet article présente les faits marquants de l'année 2010 au Burkina Faso.

## Évènements

### Février
- Jeudi 25 février 2010 : selon le ministère de la Santé, l'épidémie de méningite cérébro-spinale réapparue depuis janvier au Burkina Faso a fait depuis lors 246 morts sur 1 596 cas suspects enregistrés. L'an dernier les services de santé avait enregistré 4 861 cas et 683 décès. Deux districts sanitaires: Nanoro et Sapouy (Centre-Ouest) sont touchés par l'épidémie tandis que cinq autres ont franchi le seuil d'alerte : Kongoussi (centre-sud), Léo (sud), Pama (est), Karangasso-Vigué (ouest) et Séguénéga (nord). Le pays dispose en ce moment de 15 000 doses de vaccins pour prendre en charge « gratuitement » les cas de méningite et attend la livraison d'un million de doses de vaccin[1].

### Mars
- Dimanche 14 mars 2010 : la méningite de type cérébro-spinale annuelle a tué 378 personnes depuis début janvier sur 2 520 cas suspects enregistrés.

### Avril
- Jeudi 8 avril 2010 : la méningite de type cérébro-spinale annuelle a tué 544 personnes depuis début janvier sur 3 827 cas suspects enregistrés, soit une issue mortelle dans 14,2 % des cas.

### Juin
- Lundi 21 juin 2010 : mort à Paris du réalisateur Mustapha Dao[2].

### Juillet
- Dimanche 25 juillet 2010 : les pluies diluviennes qui se sont abattues de mardi à jeudi sur l'est et le centre-nord ont fait des noyés et au moins 26 000 personnes sinistrées. Plusieurs villages ont été inondés et deux barrages ont cédé.

### Août
- Mardi 31 août 2010 : l'Union européenne annonce avoir accordé une aide de 48 millions d'euros (31,5 milliards de FCFA), sous forme de don, pour aider le Burkina Faso à lutter contre la pauvreté. Un supplément de 5,3 millions d'euros (3,5 milliards de FCFA) sera accordé d'ici la fin de l'année. Cette aide est destinée à soutenir les efforts du Burkina Faso pour réduire la pauvreté et atteindre les « Objectifs du millénaire pour le développement » (OMD), dans les domaines de la santé et de l'éducation.

### Septembre
- Mardi 21 septembre 2010 : selon le journal Libération, un important détachement du Commandement des opérations spéciales de l'armée française aurait été positionné à Ouagadougou en vue d'une éventuelle intervention pour la libération des sept otages enlevés au Niger.

### Octobre
- Mercredi 20 octobre 2010 : les inondations dues aux pluies diluviennes de ces derniers mois ont fait 16 morts et quelque 105 481 sinistrés.

### Novembre
- Dimanche 21 novembre 2010, élection présidentielle : 3,2 millions de Burkinabés sont appelés aux urnes pour un scrutin présidentiel dont le sortant Blaise Compaoré (59 ans), au pouvoir depuis 1987, est le grand favori, et qui pourrait déboucher sur une litigieuse révision constitutionnelle lui permettant de se représenter indéfiniment. L'ancien putschiste, arrivé au pouvoir à l'issue d'un coup d'État, a apporté la stabilité à cette ex-colonie française naguère habituée aux convulsions et fait lui-même figure de « médiateur en chef » dans une Afrique de l'Ouest secouée par les crises. Il a promis durant sa campagne un Burkina « émergent » et des « réformes politiques et institutionnelles », comme la création d’un Sénat en plus de l'Assemblée nationale. L'opposition demeure faible, divisée et sans personnalité charismatique. Elle aligne six candidats, dont l'avocat Bénéwendé Stanislas Sankara (2e en 2005 avec 4,88 % des voix) et le diplomate Hama Arba Diallo, soutenus par de petits partis[3].

- Mercredi 24 novembre 2010 : le président sortant, Blaise Compaoré (59 ans), au pouvoir depuis 1987 est réélu dès le premier tour avec environ 80 % des suffrages exprimés.